# Spectroscopie par transformée de Fourier
La spectroscopie par transformée de Fourier est une technique de mesure par laquelle les spectres sont collectés sur la base de mesures de la cohérence d'une source radiative, utilisant le domaine temporel ou le domaine spatial des rayonnements électromagnétiques ou autre.
Elle peut être appliquée à plusieurs types de spectroscopie dont la spectroscopie optique, la spectroscopie infrarouge (FTIR, FT-NIRS), la résonance magnétique nucléaire (RMN) et l'imagerie spectroscopique à résonance magnétique (MRSI), la spectrométrie de masse et la spectroscopie par résonance paramagnétique électronique.Il existe plusieurs méthodes pour mesurer la cohérence temporelle incluant la spectroscopie par transformée de Fourier.
L'expression « spectroscopie par transformée de Fourier » fait référence au fait que dans toutes ces techniques, une transformation de Fourier est requise pour transformer la donnée brute en un spectre réel et est basée sur le théorème de Wiener-Khintchine.

## Introduction conceptuelle

### Mesure d'un spectre d'émission
Une des tâches fondamentales en spectroscopie est de caractériser le spectre d'une source lumineuse : connaître l'intensité lumineuse pour chaque longueur d'onde. Pour y parvenir, la méthode la plus simple pour mesurer un spectre est de laisser passer la lumière par un monochromateur, un instrument qui sert à bloquer toutes les longueurs d'onde à l'exception d'une longueur d'onde précise et prédéterminée. Donc, c'est seulement l'intensité de cette longueur d'onde qui est mesurée. En changeant les réglages du monochromateur c'est-à-dire en changeant la longueur d'onde qui n'est pas bloquée, on peut mesurer l'intensité lumineuse en fonction de la longueur d'onde pour le spectre en entier. C'est de cette façon que quelques spectroscopes fonctionnent.
La spectroscopie par transformée de Fourier est une technique un peu moins intuitive pour recueillir la même information. Plutôt que de laisser passer une seule longueur d'onde jusqu'au détecteur, cette technique laisse passer plusieurs longueurs d'onde différentes en même temps. Ainsi, le détecteur mesure l'intensité totale du faisceau lumineux. Ensuite, le faisceau est modifié pour laisser passer une autre combinaison de longueurs d'onde. Pour être plus précis, entre le détecteur et la source lumineuse, il y a une configuration de plusieurs miroirs qui laisse seulement passer certaines longueurs d'onde (dû à l'interférence). La configuration des miroirs est modifiée entre chaque prise de donnée. Ce processus est répété plusieurs fois. Finalement, un ordinateur utilise toutes ces données pour trouver quelle est l'intensité pour chaque longueur d'onde.
Comme mentionné, du traitement informatique est requis pour transformer les données brutes (intensité lumineuse pour chaque combinaison de positions de miroirs) en résultats voulus (intensité lumineuse pour chaque longueur d'onde). Le processus informatique utilisé est l'algorithme connu sous le nom de transformée de Fourier (d'où le nom, ''Spectroscopie par transformée de Fourier''). Les données brutes sont appelées "interférogramme". 

### Mesure d'un spectre d'absorption
La méthode de spectroscopie par transformée de Fourier peut aussi être appliquée pour la spectrométrie d'absorption. L'exemple le plus important est la spectroscopie ITF, une technique couramment utilisée en chimie. 
En général, l'objectif de la spectroscopie d'absorption est de tester un échantillon afin d'en mesurer l'absorption et la transmitance à différentes longueurs d'onde. Même si , en principe, la spectroscopie d'absorption et d'émission sont différentes, elles sont très rapprochées en pratique; les techniques de spectroscopie d'émission peuvent aussi être utilisées pour la spectroscopie en absorption. Premièrement, le spectre d'émission d'une lampe à large bande est mesuré (appelé "spectre de fond"). Ensuite, le spectre d'émission de la même lampe est obtenu après son passage à travers l'échantillon ("spectre de l'échantillon"). L'échantillon aura alors absorbé une certaine partie de la lumière, ce qui cause un changement par rapport au "spectre de fond". Le ratio entre le "spectre de l'échantillon" et le "spectre de fond" est directement lié au spectre d'absorption de l'échantillon.
De cette manière, la technique de spectroscopie par transformée de Fourier peut aussi bien être utilisé pour mesurer le spectre d'émission (par exemple, le spectre d'émission d'une étoile) et le spectre d'absorption (par exemple, le spectre d'absorption d'un liquide).

## Spectrographe à onde continue deMichelsonou àtransformée de Fourier
Le spectrographe de Michelson est similaire à l'instrument utilisé dans l'expérience de Michelson-Morley. La lumière de la source est scindée en deux par un séparateur de faisceau, une partie se réfléchissant sur un miroir fixe et l'autre sur un miroir mobile, ce qui introduit un décalage de temps entre les deux parties du faisceau—le spectromètre à transformée de Fourier n'est autre qu'un interféromètre de Michelson avec un miroir mobile. Les faisceaux interfèrent entre eux, ce qui permet de mesurer la cohérence temporelle de la lumière pour chaque réglage de décalage de temps, de manière à convertir le domaine temporel en coordonnées spatiales. En mesurant le signal à plusieurs positions discrètes du miroir mobile, le spectre peut être reconstruit en utilisant une transformée de Fourier de la cohérence temporelle de la lumière. Les spectrographes de Michelson sont capables d'observations de sources lumineuses très brillantes avec une très grande résolution spectrale. Ce type de spectrographe était très populaire pour des applications dans l'infrarouge à une époque où l'astronomie dans l'infrarouge avait seulement accès à des détecteurs à un pixel. L'imagerie par spectrométrie Michelson est une possibilité, mais s'est en général fait dépassé par les instruments d'imagerie Fabry-Perot, qui sont plus faciles à construire.

## Sources
- (en) Cet article est partiellement ou en totalité issu de l’article de Wikipédia en anglais intitulé « Fourier transform spectroscopy » (voir la liste des auteurs).